# Beauchamps (Somme)
Beauchamps és un municipi francès, situat al departament del Somme i a la regió dels Alts de França. L'any 1999 tenia 987 habitants.

## Situació
Beauchamps es troba a l'oest del Somme, a menys de dos quilòmetres del Sena Marítim.

## Administració
Beauchamps forma part del cantó de Gamaches, que al seu torn forma part del districte d'Abbeville. L'alcalde de la ciutat és Alain Brière (2008-2014).